# 霍切夫卡河
49°25′56″N 22°20′19″E / 49.4321°N 22.3386°E
霍切夫卡河是波蘭的河流，位於該國南部，處於喀爾巴阡山省，屬於桑河的左支流，河道全長28公里，流域面積180平方公里，河畔城鎮有巴利格魯德。